# Ernestina von Hessen-Rotenburg
Ernestina Aloysia von Hessen-Rotenburg (* 13. Oktober 1681 auf Burg Rheinfels; † 23. September 1732 in Frankfurt am Main) war eine landgräfliche Prinzessin aus dem Haus Hessen und wurde durch Heirat Gräfin de la Cerda de Villa Longa, Marquesa von La Laguna und Gräfin von Paredes (Paredes de Nava bei Palencia).

## Leben
Ernestina wurde als Tochter des paragierten Landgrafen Wilhelm I. von Hessen-Rotenburg und dessen Gemahlin Maria Anna von Löwenstein-Wertheim (* 1652) geboren und wuchs zusammen mit ihren Geschwistern Ernst II. Leopold, Marie Eleonore (1675–1720), Elisabeth Catharina Felicitas (1677–1739) und Johannetta (1680–1766) auf. Sie soll zum Scheitern der Ehe ihrer Schwester Elisabeth Catharina Felicitas mit dem Fürsten Franz Alexander von Nassau-Hadamar erheblich beigetragen haben.
Ernestine wurde im Kloster Altenberg bei Wetzlar erzogen. 1711 heiratete sie den Grafen Joseph Roberto de la Cerda de Villa Longa (* 5. Juli 1683 in Mexiko; † 1728), vierter Marques von La Laguna und zwölfter Graf von Paredes. Dieser war der jüngste Sohn des Vizekönigs von Neuspanien, Tomás Antonio de la Cerda y Aragón, und dessen Ehefrau, Tochter des Vizekönigs von Valencia, Vespasiano Vincenzo Gonzaga (1621–1687). Joseph Roberto wurde 1719 kaiserlicher Obrist unter dem Befehl des Prinzen Eugen und später General. Am 15. Mai 1712 wurde den beiden der Sohn Don Isidor geboren, der Nachfolger seines Vaters als Marques wurde und die Nachfolge im Herzogtum Guastalla allein für sich reklamierte.
1714 kam in einem Kloster in Aachen ihre Tochter Philippina Eleonora zur Welt, die nach Ernestinas Angaben von ihrem Vetter, dem paragierten Landgrafen Karl von Hessen-Philippsthal abstammen sollte. Dieser Landgraf wurde in dem folgenden Vaterschaftsstreit genötigt, mit Alimenten für das Mädchen zu sorgen. 
Ernestine lebte ab 1723 von ihrem Ehemann getrennt in Mainz, zuletzt aber in Frankfurt am Main. Sie war auf eine geringe Rente vom landgräflichen Fürstenhof in Kassel angewiesen. Ernestine starb 1732 in Frankfurt, wo sie im Dom zu Frankfurt ihre letzte Ruhestätte fand.